# Coralliophila hayesi
Coralliophila hayesi is een slakkensoort uit de familie van de Muricidae. De wetenschappelijke naam van de soort is voor het eerst geldig gepubliceerd in 2002 door Smriglio & Mariottini.